# Le Bois-Plage-en-Ré

Le Bois-Plage-en-Ré este o comună în departamentul Charente-Maritime, Franța. În 1 ianuarie 2022 avea o populație de 2.177 de locuitori.